# Dionysius Polanský
Dionysius Polanský (8. října 1894 Dolní Bečva – 6. června 1971 Praha) byl český a československý právník, politik Československé strany lidové a poúnorový poslanec Národního shromáždění ČSR.

## Biografie
Politicky činný v katolických spolcích byl již před 1. světovou válkou. V letech 1913-1915 působil jako učitel na obecné škole v Dolní Bečvě. Za první světové války padl na východní frontě do zajetí a od roku 1917 bojoval v československých legiích. V říjnu 1918 se v Krasnojarsku oženil s ruskou učitelkou. Do vlasti se s manželkou vrátil roku 1920 s hodností kapitána. Byl několikrát vyznamenán.
Angažoval se v ČSL. V Praze založil a řídil tiskový orgán Svatováclavská stráž. Do roku 1927 působil v intendanční službě armády, současně studoval na Univerzitě Karlově filozofii a práva. V roce 1927 se začal věnovat advokacii. V září 1939 byl zatčen gestapem, vězněn v Praze a poté v německých koncentračních táborech, kde se zapojil do odbojové činnosti vedené skupinami levicové orientace.
Po květnu 1945 se stal členem výkonného výboru ČSL a stranu zastupoval v Zemském národním výboru v Praze. Angažoval se i v dalších organizacích (Svaz osvobozených politických vězňů, viceprezident advokátní komory). Působil i ve Svazu československo-sovětského přátelství, což jej sbližovalo s KSČ.
Po roce 1945 zasedal v ústředním výboru Československé strany lidové. Již před rokem 1948 patřil k tajným spolupracovníkům a členům Komunistické strany Československa, který zevnitř ovlivňoval lidovou stranu ve prospěch komunistů. Během únorového převratu v roce 1948 patřil v rámci „obrozené“ lidové strany k frakci loajální vůči KSČ, která v ČSL převzala moc. Patřil pak k jejím předním funkcionářům.
Ve volbách v roce 1948 byl zvolen do Národního shromáždění za ČSL ve volebním kraji Praha-venkov. Poslanecké křeslo získal i ve volbách do Národního shromáždění roku 1954 (volební obvod Litovel-Olomouc-venkov). V parlamentu zasedal do konce funkčního období, tedy do voleb do Národního shromáždění roku 1960. Po celých 12 let byl rovněž místopředsedou parlamentu.
Až do konce svého politického působení (1968) měl díky vynikající znalosti ruštiny a ruského prostředí na starosti propagaci spolupráce se SSSR. V červnu 1949 se stal náměstkem generálního tajemníka Katolické akce, roku 1953 vstoupil do Výboru československých obránců míru. Byl stoupencem Josefa Plojhara. Během pražského jara byl mladšími lidoveckými kolegy za svoji činnost v 50. letech kritizován. Stáhl se do ústraní a krátce poté zemřel.